# Fumaria capreolata
Espèce
Synonymes
- Fumaria capreolata var. babingtonii Pugsley[1]
- Fumaria elegans Jord. ex Nyman[1]
- Fumaria leonardii Sennen[1]
- Fumaria media Mont. ex Parl.[1]
- Fumaria neapolitana Vaill. ex Parl.[1]
- Fumaria officinalis var. capreolata (L.) Ewart[1]
- Fumaria pallidiflora Jord. ex F.W.Schultz[1]
- Fumaria queri Sennen & Pau[1]
- Fumaria speciosa Jord.[1]

Fumaria capreolata, la Fumeterre grimpante, est une espèce de plantes à fleurs de la famille des Papaveraceae. C'est une plante herbacée méditerranéenne.

## Liste des variétés et sous-espèces
Selon Tropicos (26 avril 2019) (Attention liste brute contenant possiblement des synonymes) :
- Fumaria capreolata subsp. babingtonii (Pugsley) P.D. Sell
- Fumaria capreolata var. babingtonii Pugsley
- Fumaria capreolata var. condensata Ball
- Fumaria capreolata var. devoniensis Pugsley
- Fumaria capreolata var. intermedia Hausskn.
- Fumaria capreolata var. platycalyx (Pomel) Pugsley